# Those Were the Days (Cream)
Those Were the Days è un box set composto da quattro CD (due album in studio e due album dal vivo) del gruppo musicale britannico Cream, pubblicato nel 1997.

## Tracce

### Disco 1
1. Wrapping Paper – 2:22
2. I Feel Free – 2:51
3. N.S.U. – 2:43
4. Sleepy Time Time – 4:20
5. Dreaming – 1:58
6. Sweet Wine – 3:17
7. Spoonful – 6:30
8. Cat's Squirrel – 3:03
9. Four Until Late – 2:07
10. Rollin' and Tumblin' – 4:42
11. I'm So Glad – 3:57
12. Toad – 5:11
13. Lawdy Mama version 1 – 2:00
14. Strange Brew – 2:46
15. Sunshine of Your Love – 4:10
16. World of Pain – 3:02
17. Dance the Night Away – 3:34
18. Blue Condition – 3:29
19. Tales of Brave Ulysses – 2:46
20. SWLABR – 2:31
21. We're Going Wrong – 3:26
22. Outside Woman Blues – 2:24
23. Take It Back – 3:05
24. Mother's Lament – 1:47

### Disco 2
1. White Room – 4:58
2. Sitting on Top of the World – 4:58
3. Passing the Time alternate version – 5:53
4. As You Said – 4:20
5. Pressed Rat and Warthog – 3:13
6. Politician – 4:12
7. Those Were the Days – 2:53
8. Born Under a Bad Sign – 3:09
9. Deserted Cities of the Heart – 3:38
10. Anyone for Tennis (The Savage Seven theme) – 2:38
11. Badge – 2:44
12. Doing That Scrapyard Thing – 3:14
13. What a Bringdown – 3:58
14. The Coffee Song – 2:44
15. Lawdy Mama version 2 – 2:46
16. You Make Me Feel demo version – 2:39
17. We're Going Wrong demo version – 3:49
18. Hey Now Princess demo version – 3:31
19. SWLABR demo version – 4:30
20. Weird of Hermiston demo version – 3:12
21. The Clearout demo version – 3:58
22. Falstaff Beer Commercial – 1:00

### Disco 3
1. N.S.U. unedited version – 12:38
2. Sleepy Time Time – 6:48
3. Rollin' and Tumblin' – 6:29
4. Crossroads – 4:24
5. Spoonful – 16:39
6. Tales of Brave Ulysses – 4:43
7. Sunshine of Your Love – 7:25
8. Sweet Wine – 15:08

### Disco 4
1. White Room – 6:21
2. Politician – 5:08
3. I'm So Glad – 9:32
4. Sitting on Top of the World – 4:55
5. Steppin' Out – 13:29
6. Traintime – 7:02
7. Toad extended version – 17:35
8. Deserted Cities of the Heart – 4:14
9. Sunshine of Your Love – 4:44